# Протести французьких фермерів (2024)

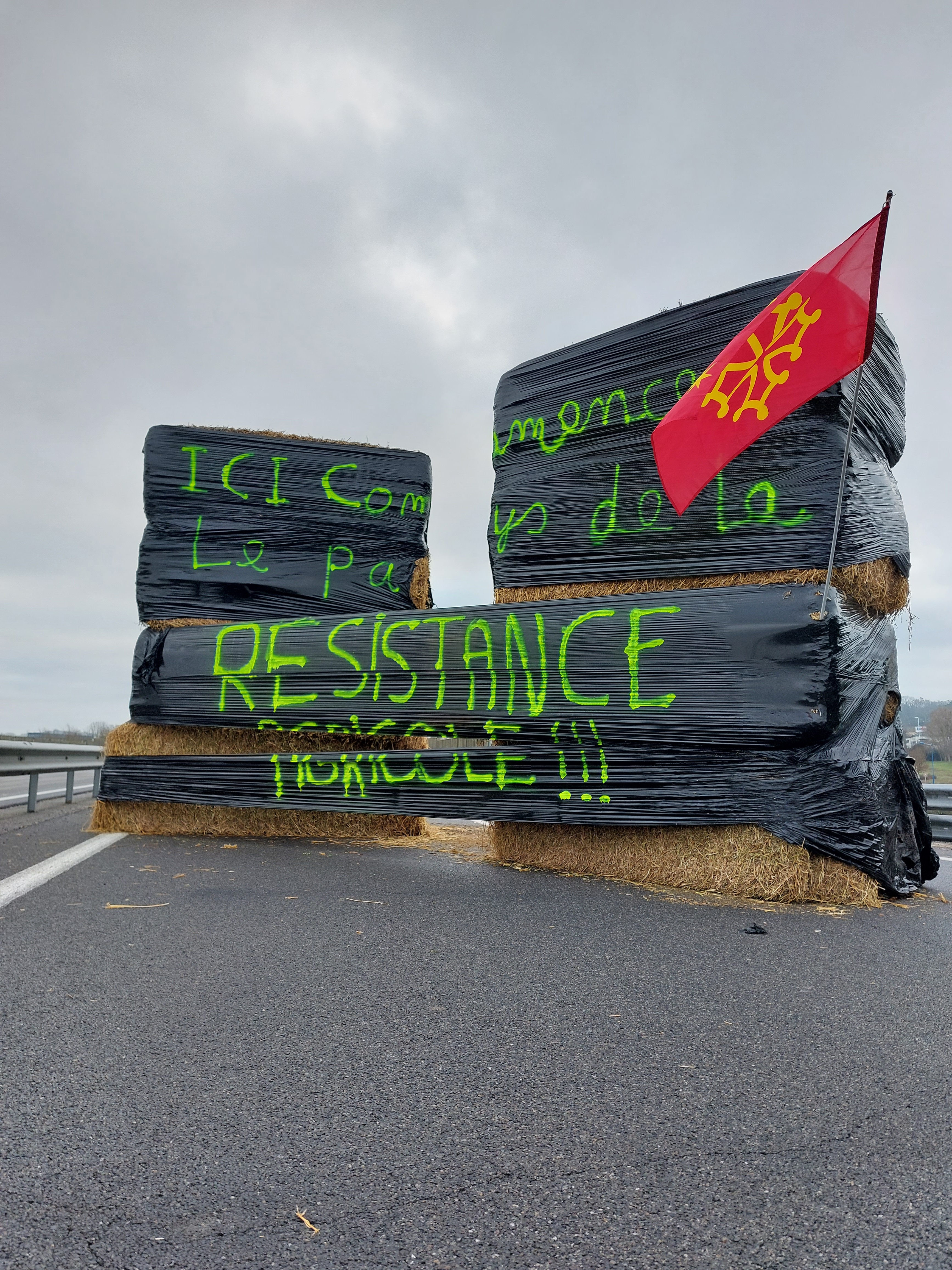
Імпровізоване перекриття дороги в січні 2024 року співробітниками FNSEA в Окситанія в Л'Іль-Журден

Протести французьких фермерів 2024 року — серія протестів та перекриттів доріг, організована в основному сільськогосподарськими профспілками (FNSEA) з 18 січня 2024 року. Фермери протестували проти низьких цін на продукти харчування, планованого скорочення державних субсидій на дизельне паливо для фермерів та угоди про вільну торгівлю ЄС-Mercosur.
У відповідь на протести уряд Габріеля Атталя скасував запропоноване скорочення державних субсидій на сільськогосподарське дизельне паливо і вжив інших заходів щодо зниження фінансового та бюрократичного тягаря для фермерів, але протести тривали. 
Рух почався з Окситанія у Тулузі 16 січня, яка мала ніякого ефекту. Потім 18 січня окситанські фермери на чолі з Жеромом Бейлем вирішили перекрити автостраду A64. Рух завдав шкоди майну, у тому числі урядовим будівлям.
23 січня 37-річна фермерка та її 12-річна дочка загинули після того, як машина врізалася у блокпост, на якому вони стояли. Чоловік фермерки був тяжко поранений..
Постраждали основні дороги. Повідомляється, що протести охопили Париж.
Блокади автострад було знято до 3 лютого 2024 року. Ці протести аналогічні протестам щодо сільського господарства в Італії в 2024 році.